# Daniela Zdunek

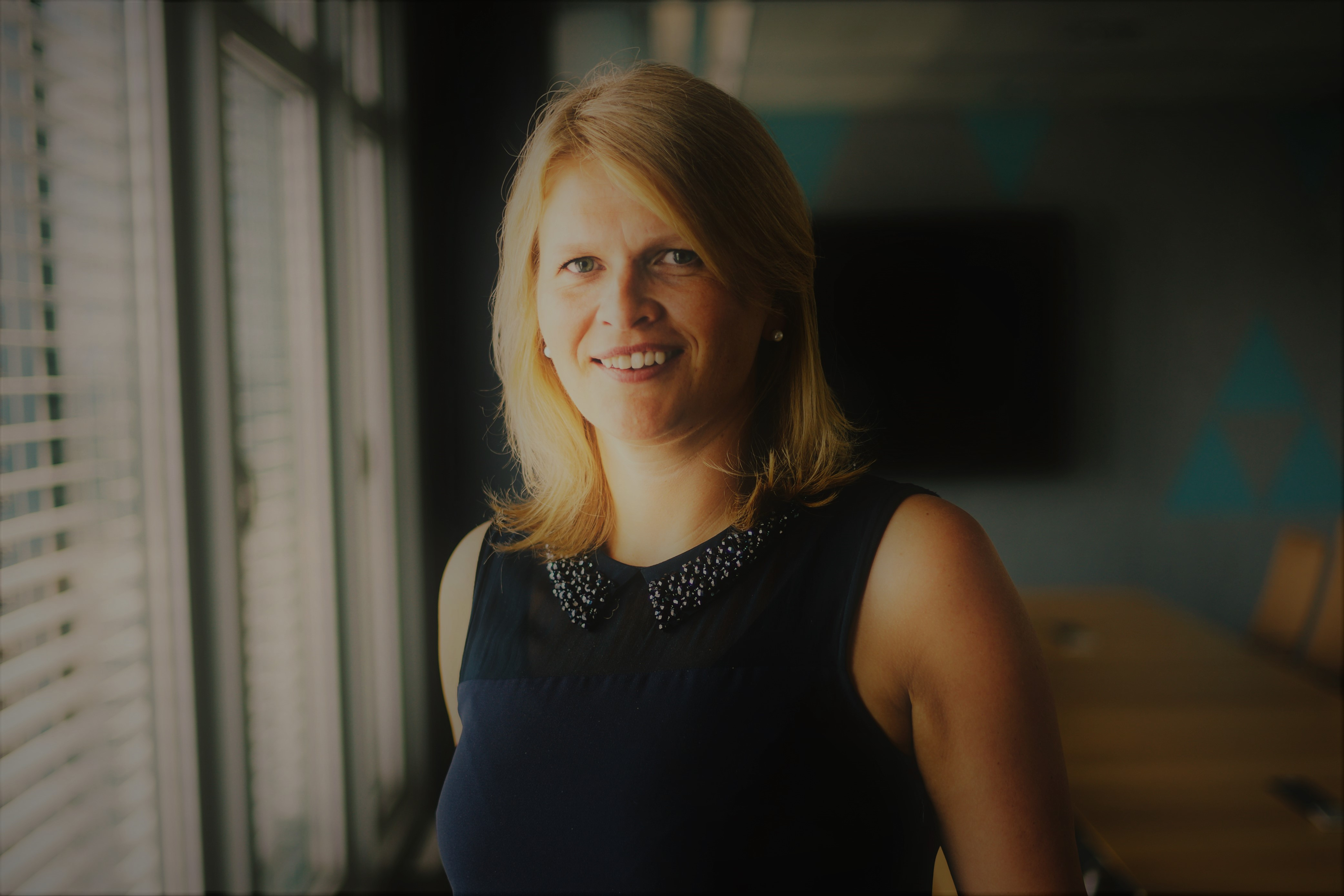
Daniela Zdunek

Daniela Zdunek (* 4. Januar 1982 in Pleszew, Polen) ist eine ehemalige deutsche Basketballspielerin.

## Leben
Sie studierte an der Philipps-Universität Marburg und war dort auch Tutorin des Programms „Studium und Sport“, welches internationale Spitzensportler im Rahmen des Studierendenaustausches in enger Zusammenarbeit mit den örtlichen Vereinen an die Universität Marburgs bringen soll. Im Rahmen dieses Programmes betreute sie die Sportler.

## Karriere
Zdunek startete 1993 ihre Basketballkarriere beim TG Neuss. Von dort wechselte sie zu NB Oberhausen und im Jahre 2001 zum Bundesligisten BC Marburg. In der Saison 2001/02 wurde Zdunek als Bundesligaspielerin mit den größten sportlichen Fortschritten geehrt („MIP – Most improved player“).
2000 (U18) und 2002 (U20) nahm sie für Deutschland an Junioren-Europameisterschaften teil.
2003 wurde die 1,83 m lange, als Centerin und Flügelspielerin eingesetzte Zdunek mit dem BC Marburg Deutscher  Meister und Deutscher Pokalsieger. Zudem gewann sie im Pokalwettbewerb mit dem BC Marburg 2002 und 2005 die Bronzemedaille. In der Saison 2005/2006 erlitt sie einen Kreuzbandriss. Zu Beginn der Saison 2007/2008 wechselte sie zu Friendsfactory Germering in die 2. Liga. Zur Saison 2010/2011 wechselte sie zum Zweitligisten TSV Amicitia Viernheim.